# Фінал кубка Англії з футболу 2025
Фінал Кубка Англії з футболу 2025 — фінальний матч розіграшу кубка Англії сезону 2024—2025 відбувся 17 травня 2025 року. У поєдинку зустрілися «Манчестер Сіті» та «Крістал Пелес». Вперше володарем кубка Англії став цей клуб із південного Лондона. Перемога дала можливість лондонцям вперше за всю їх історію брати участь у єврокубках, а саме у груповому турнірі Ліги Європи УЄФА 2025—2026.

## Шлях до фіналу
Примітка: У всіх результатах, поданих нижче, голи фіналістів подаються першими, натомість де відбувався матч вказано в дужках (д: вдома; г: в гостях; н: на нейтральному полі).
| «Крістал Пелес»  | «Крістал Пелес» | Раунд           | «Манчестер Сіті» | «Манчестер Сіті» |
| ---------------- | --------------- | --------------- | ---------------- | ---------------- |
| Суперник         | Результат       |                 | Суперник         | Результат        |
| Стокпорт Каунті  | 1–0 (д)         | Третій раунд    | Солфорд Сіті     | 8–0 (д)          |
| Донкастер Роверз | 4–0 (г)         | Четвертий раунд | Лейтон Орієнт    | 2–1 (г)          |
| Міллволл         | 3–1 (д)         | 1/8 фіналу      | Плімут Аргайл    | 3–1 (д)          |
| Фулгем           | 3–0 (г)         | 1/4 фіналу      | Борнмут          | 2–1 (г)          |
| Астон Вілла      | 3–0 (н)         | 1/2 фіналу      | Ноттінгем Форест | 2:0 (н)          |

## Матч

### Деталі
| 17 травня 2025 18:30 EEST |

| Крістал Пелес | 1:0      | Манчестер Сіті |
| ------------- | -------- | -------------- |
| Езе 16'       | Протокол |                |

| «Вемблі», Лондон Глядачів: 84 163 Арбітр: Стюарт Аттвелл |

|  |  |

| В                | 1  | Дін Гендерсон    | 90+1' |     |
| З                | 26 | Кріс Річардс     |       |     |
| З                | 5  | Максанс Лакруа   |       |     |
| З                | 6  | Марк Геї ()      |       | 61' |
| ПЗ               | 12 | Даніель Муньйос  |       |     |
| ПЗ               | 20 | Адам Вортон      |       | 87' |
| ПЗ               | 18 | Дайті Камада     |       |     |
| ПЗ               | 3  | Тайрік Мітчелл   |       |     |
| ПЗ               | 7  | Ісмаїла Сарр     |       |     |
| ПЗ               | 10 | Еберечі Езе      |       |     |
| Н                | 14 | Жан-Філіп Матета |       | 78' |
| Запасні:         |    |                  |       |     |
| В                | 30 | Метт Тернер      |       |     |
| З                | 2  | Джоел Вард       |       |     |
| З                | 17 | Натаніел Клайн   |       |     |
| З                | 25 | Бен Чілвелл      |       |     |
| ПЗ               | 8  | Джефферсон Лерма |       | 61' |
| ПЗ               | 19 | Вілл Г'юз        |       | 87' |
| ПЗ               | 55 | Джастін Девенні  |       |     |
| Н                | 9  | Едді Нкетіа      |       | 78' |
| Н                | 21 | Ромен Ессе       |       |     |
| Головний тренер: |    |                  |       |     |
| Олівер Ґляснер   |    |                  |       |     |

| В                | 18 | Штефан Ортега      |       |     |
| З                | 25 | Мануель Аканджі    |       |     |
| З                | 3  | Рубен Діаш         | 82'   |     |
| З                | 24 | Йошко Гвардіол     |       |     |
| З                | 75 | Ніко О'Райлі       | 66'   |     |
| ПЗ               | 20 | Бернарду Сілва     | 75'   | 88' |
| ПЗ               | 17 | Кевін Де Брейне () | 85'   |     |
| ПЗ               | 26 | Савіньйо           |       | 76' |
| ПЗ               | 7  | Омар Мармуш        |       | 76' |
| ПЗ               | 11 | Жеремі Доку        |       |     |
| Н                | 9  | Ерлінг Голанн      |       |     |
| Запасні:         |    |                    |       |     |
| В                | 31 | Едерсон            |       |     |
| З                | 22 | Вітор Рейс         |       |     |
| З                | 45 | Абдукодір Хусанов  |       |     |
| ПЗ               | 10 | Джек Гріліш        |       |     |
| ПЗ               | 14 | Ніко Гонсалес      |       |     |
| ПЗ               | 19 | Ілкай Гюндоган     |       | 88' |
| ПЗ               | 27 | Матеуш Нунеш       |       |     |
| ПЗ               | 30 | Клаудіо Ечеверрі   | 90+4' | 76' |
| ПЗ               | 47 | Філ Фоден          |       | 76' |
| Головний тренер: |    |                    |       |     |
| Жузеп Гвардіола  |    |                    |       |     |

| Гравець матчу: Дін Гендерсон (Крістал Пелес) Асистенти арбітра: Адам Нанн Дан Робатан Четвертий арбітр: Даррен Інгленд Помічник асистента арбітра: Крейг Тейлор Відеоасистент арбітра: Джарред Джиллетт Помічник відеоасистента арбітра: Майкл Салісбері Запасний помічник відеоасистента арбітра: Даррен Кенн | Правила матчу - 90 хвилин - За потреби 30 хвилин додаткового часу - Якщо результат залишається нічийним, то призначаються післяматчеві пенальті - Допускається максимум дев'ять футболістів у списку на заміну. - В основний час можна зробити п'ять замін та одну заміну в додатковий. |